# Opisthosyllis brevicirra
Opisthosyllis brevicirra är en ringmaskart som beskrevs av Hartmann-Schröder 1979. Opisthosyllis brevicirra ingår i släktet Opisthosyllis och familjen Syllidae. Inga underarter finns listade i Catalogue of Life.